# 朝鲜酒店和度假村

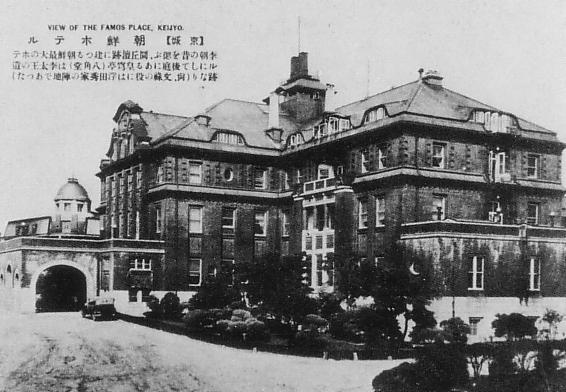
朝鮮日治時期的朝鮮酒店

朝鲜酒店和度假村（：／）是一間位於韓國的連鎖酒店品牌，由新世界集團拥有。
其分別在首爾特別市中區、釜山廣域市海雲臺區設有分館。此外，新世界还运营“福朋喜来登朝鲜酒店”品牌：分别为首尔站福朋喜来登朝鲜酒店和首尔明洞福朋喜来登朝鲜酒店。2021年开幕首尔江南朝鲜王宫酒店，为万豪旗下豪华精选酒店。

## 歷史[1]

### 開業
1910年日韓合併後，當時朝鮮總督府為了讓外國賓客能在朝鮮擁有良好的住宿環境，因此開始計畫興建西式酒店。為了住宿外國賓客的交通便利性，總督府將新建西式飯店選址於朝鮮鐵道京城車站附近，因此總督府將原大韓帝國皇帝進行天祭的圜丘壇的部分設施拆除，以興建酒店。1914年10月10日，「朝鮮酒店」正式開幕。
新建的朝鮮酒店是朝鮮半島上第一間西式酒店，並是朝鮮半島上第一間販售冰淇淋的服務事業以及朝鮮半島上第一部電梯的所在地。
1937年盧溝橋事變引發中日戰爭後以及第二次世界大戰期間，朝鮮酒店仍然繼續營業，並持續擔任外國使節訪問朝鮮時的接待場所。

### 營運轉移
1945年日本戰敗投降後朝鮮總督府也隨之解體，朝鮮酒店歸屬於美軍，並轄於駐朝鮮美國陸軍司令部軍政廳。

### 獨立後
1948年，大韓民國正式獨立，首任大統領李承晚將其交由韓國人管理以及營運。1950年，朝鮮戰爭爆發，北方的朝鮮人民軍長驅直下，占領了漢城也佔領了朝鮮酒店。爾後在聯合國維和部隊的幫助之下，大韓民國國軍奪回漢城以及恢復朝鮮酒店的營運。
在大統領李承晚的「去日本化」政策之下，朝鮮酒店的英語名稱由日本語式的「CHOSEN HOTEL」更名為朝鮮語式的「CHOSUN HOTEL」。

### 威斯汀合作

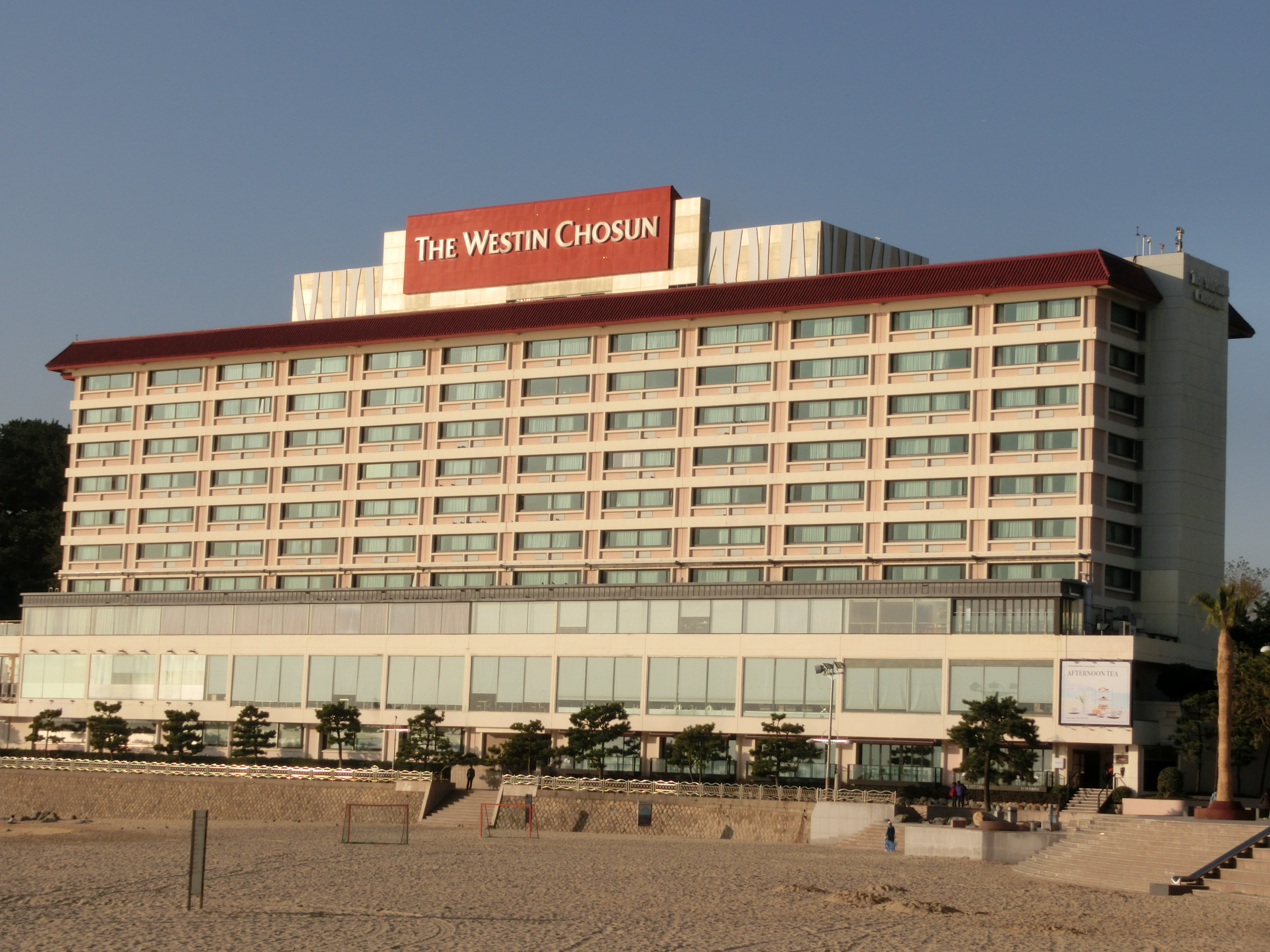
釜山威斯汀朝鲜饭店

1970年日本統治時期興建的舊館不敷使用，因此另外興建20層樓的朝鮮酒店新館，新館落成時由時任韓國總統朴正熙主持儀式。1981年，朝鮮酒店宣布與威斯汀酒店集團合作，並更名稱為現名─「威斯汀朝鮮酒店」。爾後合併於1978年在釜山開幕的「釜山高級酒店」，成為該酒店於釜山廣域市的分館。1995年，威斯汀朝鮮酒店的部分股份讓渡給自三星集團出走的新世界集團。

## 現在

### 挂牌万豪品牌
- 首尔江南朝鲜王宫酒店
- 首爾威斯汀朝鮮酒店
- 釜山朝鲜威斯汀酒店
- 首尔站福朋喜来登酒店
- 首尔明洞福朋喜来登酒店

### 自有品牌
- 釜山GRAND朝鲜酒店
- 济州GRAND朝鲜酒店
- L'Escape酒店

## 外部連結
- 朝鮮威斯汀酒店官方網站 （页面存档备份，存于）（朝鮮語、日本語、英語）

37°33′52.0″N 126°58′48.3″E / 37.564444°N 126.980083°E